# ساول تشابلن
ساول تشابلن (بالإنجليزية: Saul Chaplin)‏ هو كاتب أغاني وملحن أمريكي، ولد في 19 فبراير 1912 في بروكلين في الولايات المتحدة، وتوفي في 15 نوفمبر 1997 في لوس أنجلوس في الولايات المتحدة.

## وصلات خارجية
- ساول تشابلن على موقع IMDb (الإنجليزية)
- ساول تشابلن على موقع ميوزك برينز (الإنجليزية)
- ساول تشابلن على موقع أول موفي (الإنجليزية)
- ساول تشابلن على موقع قاعدة بيانات برودواي على الإنترنت (الإنجليزية)
- ساول تشابلن على موقع أول ميوزيك (الإنجليزية)
- ساول تشابلن على موقع ديسكوغز (الإنجليزية)
- ساول تشابلن على موقع قاعدة بيانات الفيلم (الإنجليزية)